# John Torrey
John Torrey, född 15 augusti 1796 i New York, död där 10 mars 1873, var en amerikansk kemist och botaniker.
Han gifte sig 1824 med Eliza Robinson Shaw. Paret fick tre döttrar, Jane f. 1825, Eliza f. 1827, Margaret f. 1829 och en son Herbert Gray Torrey f. 1838 (mellannamnet efter Asa Gray, som var Torreys assistent 1833–1835 och därefter nära vän och kollega).

## Biografi[2]
- 1817 Studerade medicin vid College of Physicians and Surgeons, New York
- 1818 M.D. (Medical Doctor) vid College of Physicians and Surgeons (sedan 1860 en del av Columbia University)
- 1818–1822 Praktiserande läkare
- 1824 Lärare i kemi och mineralogi vid United States Military Academy i West Point, New York
- 1824–1827 Professor i kemi vid United States Military Academy
- 1827–1855 Professor i kemi och botanik vid New York College of Physicians and Surgeons
- 1830–1854 samtidigt professor i kemi vid Princeton University
- 1830–1855 Trustee (tillsynsman) vid Princeton University
- 1856–1873 Dito vid New York College of physicians and surgeons
- 1853–1873 United States Assayer (metallurg), US Mint, New York [3]

1817 var Torrey en av grundarna till New York Lyceum of Natural History (nu New York Academy of Science)

1824–1826 och 1838 Ordförande för New York Lyceum of Natural History

1855 Ordförande för American Association for the Advancement of Science

1863 Utsågs Torrey av kongressen till en av de 50 ursprungsledamöterna i National Academy of Sciences
Auktorsnamnet Torr. kan användas för John Torrey i samband med ett vetenskapligt namn inom botaniken; se Wikipediaartiklar som länkar till auktorsnamnet.

## Publikationer
Torrey intresserade sig särskilt för Pteridophyta (ormbunkväxter), mykologi (läran om svampar), Bryophyta (bladmossor) och Spermatophytes (fröväxter).
Han skrev bland annat:
- 1819 A catalogue of plants, growing spontaneously within thirty miles of the City of New-York (medförfattare Caspar Wistar Eddy och D'Jurco V. Knevels)
- 1824 A Flora of the Northern and Middle Sections of the United States (vol. 1 [4])
- 1826 A Compendium of the Flora of the Northern and Middle States
- 1836 Monograph of the American Cyperaceae
- 1838–1843 A flora of North-America (medförfattare Asa Gray),  vol. 1, vol. 2
- 1843 A Flora of the State of New York (två delar, med 162 färgplanscher) vol. 1, vol. 2
- 1858 Botany of the [Mexican] Boundary (två delar, 136 planscher) vol. 2
- 1873 Phanerogamia of Pacific North America

IPNI listar 6 508 arter beskrivna av Torrey.

## Eponymer

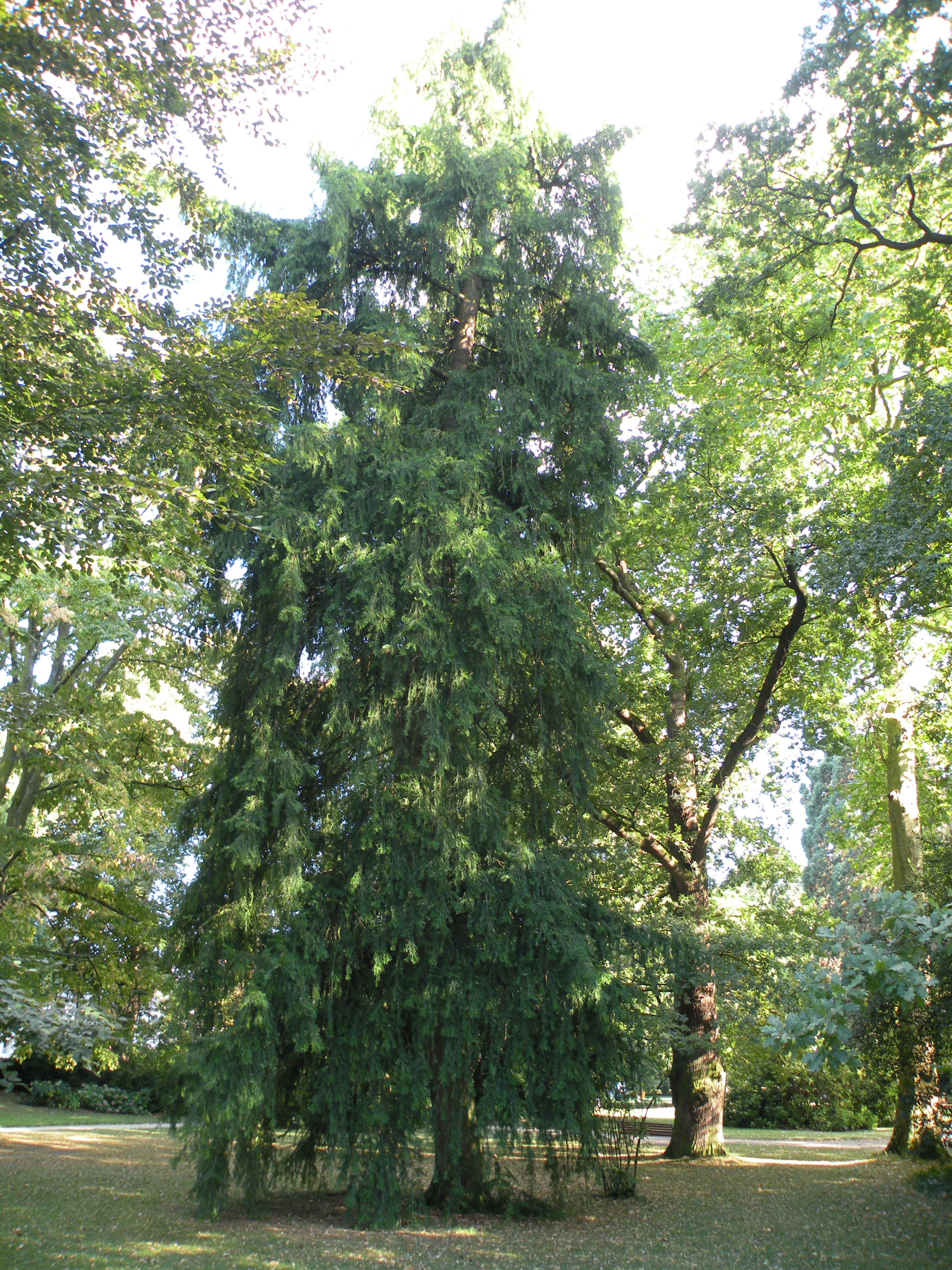
Torreya californica
(Parc Oberthür i Rennes)

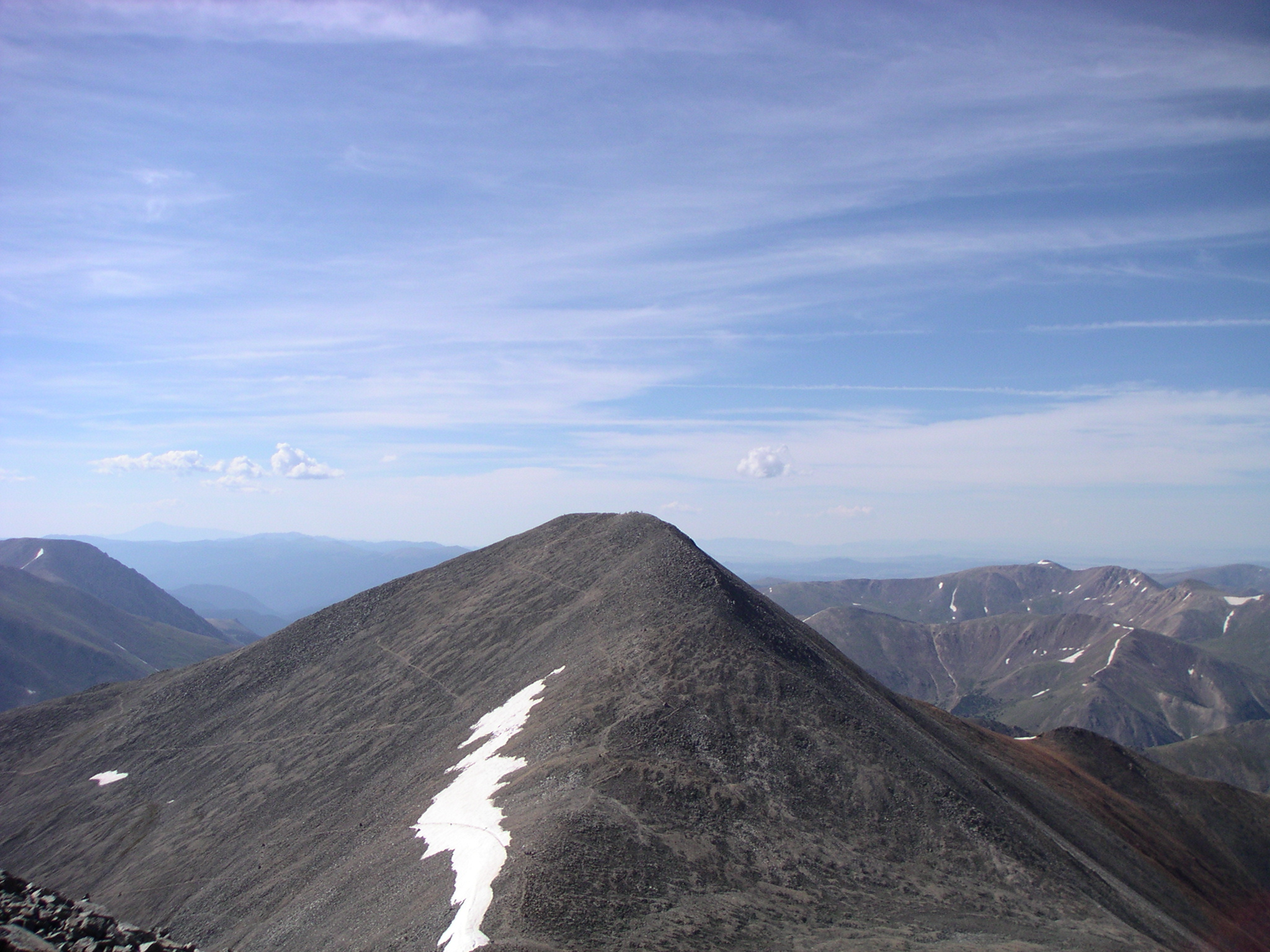
Torrey's Peak sedd från Gray's Peak.

Efter honom uppkallades föreningen "Torrey Botanical Club" (numera Torrey Botanical Society, den äldsta botaniska föreningen I USA, och senare grundare av New York Botanical Garden) och dess tidskrift "Torreya" (1901-1945).  
Bland växterna återfinns följande taxa, bland många andra, som uppkallats efter Torrey:

### Släkten
(Pinales)
- Torreya Arn., 1838. Växer i Nordamerika, Kina och Japan.
  - Torreya taxifolia Arn., ursprunglig i Florida, traditionellt kallad Floridatorreya

(Poaceae) Barnhart
- Torreyochloa G.L.Church (IPNI listar 31 arter i detta släkte)

### Arter
Amaranthus torreyi (A.Gray) Benth. ex S.Watson

Aster torreyi Kuntze

Aster torreyi Porter

Collinsia torreyi A.Gray

Cyperus torreyi Britton

Diplacus torreyi A.Gray G.L.Nesom

Epilobium torreyi (S.Watson) Hoch & P.H.Raven

Eritrichium torreyi A.Gray

Juncus torreyi Coville

Lathyrus torreyi A.Gray

Lupinus torreyi A.Gray ex S.Watson

Mimulus torreyi A.Gray

Philibertella torreyi Schltr.

Phyllospadix torreyi S.Watson

Pinus torreyana Parry ex Carrière, 1855

Schoenoplectus torreyi (Olney) Palla

### Övrigt
1861 gav Charles Christopher Parry en 4 351 meter hög bergtopp i Klippiga bergen namnet Torrey's Peak (nära Denver, Colorado) efter honom. (Den ligger intill Gray's Peak, namngiven efter Torreys vän och kollega Asa Gray).